# Doctor Who (15.ª temporada)
A 15.ª temporada da série de televisão de ficção científica britânica Doctor Who estreou em 12 de abril de 2025 com o episódio "The Robot Revolution" e terminou em 31 de maio do mesmo ano com "The Reality War". É a sexta liderada por Russell T Davies como roteirista principal e produtor executivo, e a segunda desde seu retorno à série em 2023, tendo trabalhado nela previamente de 2005 a 2010. Ela também é referida como "segunda temporada" após as mudanças na produção e a aquisição dos direitos de transmissão internacional pelo Disney+ em 2023, sendo a 41.ª temporada total na história do programa.
Esta é a segunda e última temporada estrelada por Ncuti Gatwa como o Décimo quinto Doutor, uma encarnação do Doutor, um alienígena Senhor do Tempo que viaja através do tempo e do espaço em sua TARDIS, uma máquina do tempo que se assemelha a uma cabine policial britânica dos anos 1960 em seu exterior. Varada Sethu se junta à série como sua nova acompanhante, Belinda Chandra, enquanto Millie Gibson também retorna para interpretar Ruby Sunday, a companheira dele na temporada anterior. A temporada foi precedida por um episódio de Natal em dezembro de 2024, escrito pelo ex-showrunner e roteirista principal Steven Moffat, no qual Nicola Coughlan aparece como uma acompanhante naquela história.
Composta por oito episódios, foram dirigidos por Alex Sanjiv Pillai, Peter Hoar, Amanda Brotchie, Ben A. Williams e Makalla McPherson. Além de Davies, que escreveu quatro episódios e co-escreveu outro, os roteiristas incluem Juno Dawson, Inua Ellams, Pete McTighe e Sharma Angel-Walfall. As filmagens começaram em outubro de 2023 e terminaram em maio de 2024.

## Episódios
| Especial (2024) |   |                                                                          |                    |                                         |                        |      |     |
| 312 | — | "Joy to the World" "Joy para o Mundo" (BR)                               | Alex Sanjiv Pillai | Steven Moffat                           | 25 de dezembro de 2024 | 5,91 | 76  |
| O Doutor chega ao Hotel Tempo, um estabelecimento no ano 4202 que permite visitas a pontos históricos. Ele conta com a ajuda de Trev, um funcionário, para investigar uma maleta misteriosa. Em 2024, o gerente siluriano de Trev chega ao quarto de hotel de Joy Almondo com a maleta e o Doutor o segue. A maleta assume o controle de Joy e o Doutor encontra um estranho dispositivo dentro, prestes a desintegrá-la; de repente, um Doutor do futuro chega com o código necessário e vai embora para o Hotel Tempo com Joy, deixando o Doutor atual preso. Ele aceita um emprego no hotel em 2024, faz amizade com sua gerente Anita, aguardando uma oportunidade de retornar ao Hotel Tempo, o que ele faz um ano depois. Ele abre uma porta para o passado distante, onde liberta Joy provocando sua raiva. A maleta, de origem do planeta Villengard, será usada para criar uma fonte de energia. Trev, que se conectou psiquicamente ao sistema da Villengard antes de morrer, revela a localização do objeto. O Doutor a abre, mas Joy deixa a semente estelar entrar nela. Joy a pilota para o espaço, onde ela detona em segurança como a Estrela de Belém, que dá esperança e conforto a quem a vê. |   |                                                                          |                    |                                         |                        |      |     |
| Temporada |   |                                                                          |                    |                                         |                        |      |     |
| 313 | 1 | "The Robot Revolution" "A Revolução Robô" (BR)                           | Peter Hoar         | Russell T Davies                        | 12 de abril de 2025    | 3,57 | ASA |
| Robôs sequestram a enfermeira Belinda Chandra, cujo ex-namorado, Alan Budd, batizou uma estrela em sua homenagem. Preso em uma fratura temporal enquanto os persegue, o Doutor chega seis meses antes, descobre que os robôs escravizaram os nativos e se junta a um grupo rebelde, resgatando Belinda antes que os robôs possam transformá-la em sua rainha ciborgue. Belinda se rende para proteger os rebeldes e descobre que os robôs estão sendo controlados por Alan, que também foi sequestrado, embora a fratura temporal tenha feito os robôs a levá-lo para o planeta em 2015, o que causou a revolução. Alan tem uma cópia futura do certificado estelar de Belinda, que foi inexplicavelmente enviado cinco mil anos no passado e formou a base da sociedade do planeta. Belinda toca a cópia atual com a cópia futura, desencadeando uma reação que mata Alan e restaura os robôs ao normal, libertando assim os nativos. O Doutor concorda em levar Belinda de volta para a Terra, mas a TARDIS é impedida de pousar em 2025. |   |                                                                          |                    |                                         |                        |      |     |
| 314 | 2 | "Lux"                                                                    | Amanda Brotchie    | Russell T Davies                        | 19 de abril de 2025    | 3,00 | ASA |
| O Doutor tenta levar Belinda para casa por uma rota indireta, fazendo com que eles cheguem a Miami em 1952, onde investigam o desaparecimento de quinze pessoas em um cinema abandonado. No local, eles encontram o Sr. Ring-a-Ding, um personagem de desenho animado que foi possuído por Lux Imperator, o deus da luz e membro do Panteão da Discórdia. Lux prende os dois dentro de um rolo de filme, submetendo-os a falsas realidades cinematográficas enquanto tentam escapar, incluindo uma onde eles encontram fãs de Doctor Who. Ao finalmente escapar, Lux aprisiona o Doutor, na esperança de roubar sua energia de regeneração para criar um corpo que possa sobreviver ao mundo fora do cinema, mas é derrotado quando Belinda convence o projecionista a incendiar os rolos de filme, causando uma explosão que deixa a luz do sol entrar no cinema. Exposto em sua forma de luz, Lux se expande infinitamente até se tornar um com o universo e suas quinze vítimas retornam ilesas. |   |                                                                          |                    |                                         |                        |      |     |
| 315 | 3 | "The Well" "O Poço" (BR)                                                 | Amanda Brotchie    | Russell T Davies e Sharma Angel-Walfall | 26 de abril de 2025    | 3,23 | ASA |
| O Doutor e Belinda chegam a um planeta desconhecido 500 000 anos no futuro, onde uma expedição de soldados está investigando uma colônia de mineração com a qual perderam contato. Eles descobrem que uma cozinheira surda chamada Aliss é a única sobrevivente, depois que uma entidade misteriosa aparentemente emergiu do poço que estava sendo minerado e matou a tripulação. O Doutor descobre que o planeta era anteriormente conhecido como Meia-Noite, e a entidade é uma que ele encontrou em sua décima encarnação. É revelado que a entidade está escondida atrás de Aliss e qualquer um que se mova diretamente atrás dela será morto. Uma luta de poder entre os soldados faz com que muitos da tripulação sejam mortos pela entidade, até que a capitã, Shaya, recupere o controle. Aliss é libertada quando o Doutor força o monstro a ver seu reflexo, mas a entidade se move para trás de Belinda antes que ela possa escapar da colônia. Shaya força a entidade a se transferir para ela atirando em Belinda sem matá-la e então se joga no poço, permitindo que os outros escapem. De volta à TARDIS, Belinda conta ao Doutor que nenhum dos soldados jamais ouviu falar da Terra ou da humanidade, deixando implicações preocupantes. Enquanto isso, uma das soldadas acredita ver visto algo nas costas de outra. |   |                                                                          |                    |                                         |                        |      |     |
| 316 | 4 | "Lucky Day" "Dia de Sorte" (BR)                                          | Peter Hoar         | Pete McTighe                            | 3 de maio de 2025      | 2,80 | ASA |
| No dia de Ano Novo de 2007, Conrad Clark encontra o Doutor e Belinda, o que o leva a se tornar obcecado por alienígenas. Em 2024, Conrad é salvo pelo Doutor e Ruby Sunday de uma criatura chamada Shreek. Um ano depois, lutando para se adaptar à vida normal novamente, Ruby fala sobre suas experiências no podcast de Conrad e os dois começam a namorar. Ruby suspeita que o Shreek está atrás de Conrad novamente e contata a UNIT, que capturou a criatura, mas acaba se revelando uma trama elaborada de Conrad para desacreditar publicamente a organização, que corre o risco de ser fechada. Conrad invade a Torre da UNIT, onde Kate liberta o Shreek e transmite ao vivo Conrad admitindo que estava mentindo, salvando a UNIT. Devastada, Ruby decide tirar um tempo para si mesma para entender as coisas. Uma versão do passado do Doutor puxa Conrad para a TARDIS para repreendê-lo por suas ações. Conrad pergunta a ele sobre Belinda, levando ao primeiro encontro deles. Após retornar à prisão, Conrad é libertado pela Sra. Flood. |   |                                                                          |                    |                                         |                        |      |     |
| 317 | 5 | "The Story & the Engine" "A História e o Motor" (BR)                     | Makalla McPherson  | Inua Ellams                             | 10 de maio de 2025     | 2,70 | ASA |
| O Doutor e Belinda chegam a Lagos em 2019 para aumentar o sinal de seu dispositivo de localização, onde ele faz uma visita a barbearia de seu amigo Omo, mas acaba preso lá com ele e os outros clientes por duas pessoas chamadas de o Barbeiro e Abena, que lhe pedem para contar histórias. O Doutor descobre que o Barbeiro foi o criador por trás de grande parte da mitologia divina da humanidade, a quem os deuses não conseguiram reconhecer, banindo-o de sua dimensão, o Nexus. Por vingança, o Barbeiro construiu o Motor de Histórias, um dispositivo matador de deuses que se alimenta de histórias, e assumiu a barbearia de Omo. O Doutor também se lembra que sua encarnação Fugitiva casou-se e depois abandonou Abena. Belinda a convence a trançar o cabelo do Doutor com uma rota para a fonte de energia do Motor, permitindo-lhe escapar. O Doutor sobrecarrega a máquina com suas memórias, derrotando o Barbeiro e o redimindo. Omo se aposenta e convence o Barbeiro a permanecer como gerente da loja antes que o Doutor vá embora. |   |                                                                          |                    |                                         |                        |      |     |
| 318 | 6 | "The Interstellar Song Contest" "O Festival Interestelar da Canção" (BR) | Ben A. Williams    | Juno Dawson                             | 17 de maio de 2025     | 3,75 | ASA |
| Em 2925, o Doutor e Belinda participam do Festival Interestelar da Canção – uma evolução do Festival Eurovisão da Canção terrestre – quando dois terroristas do planeta Hellia removem o escudo de oxigênio da estação, jogando o Doutor e 100 000 pessoas na plateia no espaço profundo, onde começam a congelar. No entanto, antes que ele possa morrer, o Doutor é acordado por uma mensagem psíquica de sua neta Susan Foreman e retorna à estação, onde ele vingativamente encerra o plano terrorista antes que os Hellianos possam transmitir uma onda mortal para os trilhões de espectadores do programa em todo o universo. Os membros da plateia ao vivo são salvos e revividos pelo Doutor e pela equipe da estação usando tecnologia criogênica. Pouco antes de partir para levar Belinda para casa, a dupla é informada por um holograma de Graham Norton que a Terra explodiu em 24 de maio de 2025 – o dia em que Belinda partiu. A TARDIS finalmente chega a essa data, mas tem suas portas explodidas para dentro. Após a partida, a Sra. Flood é a última dos participantes a ser revivida. Seu corpo foi fatalmente danificado no espaço, mas ela se bi-regenera, transformando-se em duas mulheres que se revelam como a Rani, que se preparam para travar uma guerra contra o Doutor.                             |   |                                                                          |                    |                                         |                        |      |     |
| 319a | 7 | "Wish World" "Mundo do Desejo" (BR)                                      | Alex Sanjiv Pillai | Russell T Davies                        | 24 de maio de 2025     | 2,86 | ASA |
| Em 23 de maio de 2025, o Doutor e Belinda acordam em casa, acreditando ser um casal. Após o café da manhã com sua "filha", Poppy, eles são visitados por Ruby, que expressa dúvidas sobre seu mundo aparentemente perfeito. Quando eventos em seu trabalho o fazem expressar dúvidas também, o Doutor recebe uma visão de Ladino em uma TV portátil, dizendo-lhe que eles estão presos em uma armadilha. Após perceber que o mundo não é real, ele é levado junto com Belinda para o Palácio dos Ossos. Lá, o Doutor descobre que o "Mundo dos Desejos" foi criado por Desiderium, o deus dos desejos, usando os desejos de Conrad Clark; que a Rani semeou dúvidas sobre o mundo na mente da humanidade para seu plano; e que o dispositivo de localização do Doutor ajudou a alimentar o plano, a fim de libertar Omega, o fundador dos Senhores do Tempo, de uma dimensão alternativa. A Sra. Flood e a Rani se preparam para concluírem seu plano, enquanto o Mundo dos Desejos desmorona sob eles quando o Doutor se lembra, que diz a elas que Poppy é real. |   |                                                                          |                    |                                         |                        |      |     |
| 319b | 8 | "The Reality War" "A Guerra da Realidade" (BR)                           | Alex Sanjiv Pillai | Russell T Davies                        | 31 de maio de 2025     | 3,44 | ASA |
| Anita abre a porta do Hotel Tempo, resgatando o Doutor. Eles usam o local para reiniciar a linha do tempo e levar Belinda e Poppy para a sede da UNIT, apenas para a Rani e a Sra. Flood confrontá-los, revelando um plano para usar o genoma de Omega para reviver os Senhores do Tempo sem bi-generação, e libertá-lo. Omega, agora um esqueleto gigantesco e insano, devora a Rani, e o Doutor o empurra de volta para sua dimensão com o dispositivo de localização, enquanto a Sra. Flood escapa. Em 24 de maio, Poppy desaparece da existência, mas Ruby e a UNIT convencem o Doutor a alterar a linha do tempo, apelando para seu senso de justiça pela vida senciente. Ele gasta parte de sua energia de regeneração para restaurar Poppy com a ajuda de sua décima terceira encarnação, e se despede de Belinda. O Doutor se encontra com a Estrela de Belém e parece se regenerar em uma forma semelhante a Rose Tyler. |   |                                                                          |                    |                                         |                        |      |     |

## Elenco

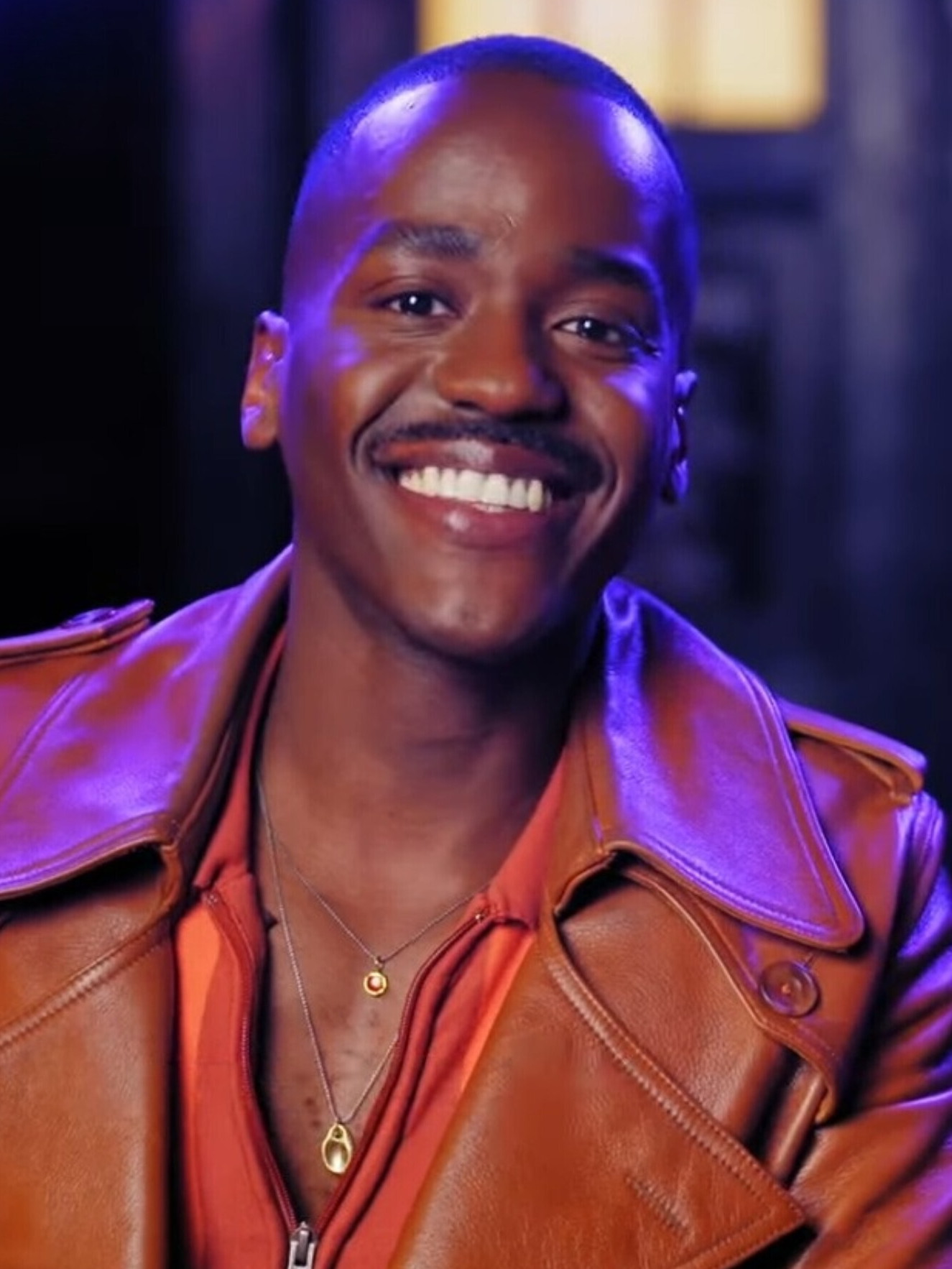
Ncuti Gatwa retornou para sua segunda e última temporada como o Décimo quinto Doutor.

Ncuti Gatwa confirmou que retornaria para uma segunda temporada em julho de 2023. Em novembro do mesmo ano, foi anunciado que Nicola Coughlan apareceria como sua acompanhante no especial de Natal de 2024. Foi revelado que Millie Gibson estaria filmando sua segunda temporada em novembro de 2023, embora relatos tenham surgido em janeiro de 2024 de que ela deixaria o programa após a 14.ª temporada para ser substituído por Varada Sethu. No entanto, em abril de 2024, foi anunciado que Gibson e Sethu apareceriam simultaneamente ao longo da 15.ª temporada. O material promocional subsequente destacava Gatwa e Sethu como a "equipe TARDIS" da temporada, a primeira a consistir apenas de pessoas de cor, enquanto a participação de Gibson foi descrita como uma personagem "regular de saída na temporada". Ela aparece no quarto e oitavo episódios, "Lucky Day" e "The Reality War". Sethu fez uma aparição surpresa na 14.ª temporada em "Boom" (2024) como Mundy Flynn antes de sua estreia como a nova acompanhante do Doutor. Em 27 de julho, foi anunciado na San Diego Comic-Con que sua personagem se chamaria Belinda Chandra. Mais tarde, foi revelado em "The Robot Revolution" que Mundy é descendente de Belinda.
Alan Cumming aparece em "Lux" como um personagem de desenho animado chamado "Sr. Ring-a-Ding"; ele já havia aparecido no programa como o Rei Jaime VI e I em "The Witchfinders" (2018). Davies afirmou que apenas Cumming poderia dar ao personagem "tanta inteligência, malícia, perigo e diversão". Rose Ayling-Ellis e Christopher Chung aparecem em "The Well" como os personagens Aliss e Cassio, respectivamente. Jonah Hauer-King interpreta  Conrad em "Lucky Day", um podcaster e namorado de Ruby. Jemma Redgrave também retorna como Kate Lethbridge-Stewart no mesmo episódio. Em 2 de março, após o lançamento do trailer da temporada, Rylan Clark foi anunciado para ela, apresentando uma competição de música intergaláctica em "The Interstellar Song Contest", um crossover com o Festival Eurovisão da Canção, que também estrela Graham Norton. No mesmo episódio, Charlie Condou interpreta Gary Gabbastone, Kadiff Kirwan interpreta Mike Gabbastone, Freddie Fox aparece como um vilão e Carole Ann Ford reprisa seu papel como Susan Foreman, aparecendo pela última vez no programa mais de 40 anos antes em "The Five Doctors". Anita Dobson aparece em todos os episódios da temporada como a enigmática Sra. Flood; no sexto episódio, sua verdadeira identidade é revelada como a Rani, uma Senhora do Tempo vilanesca. Archie Panjabi também foi apresentada como outra encarnação da personagem por meio de um processo de "bi-generação". Bonnie Langford retorna como Mel Bush em "Wish World", assim como Jonathan Groff como Ladino em uma participação especial gravada em 2023 durante a produção do episódio "Rogue" (2024). Jodie Whittaker reprisou seu papel como a Décima terceira Doutora em uma participação especial surpresa em "The Reality War".
Billie Piper também retornou a Doctor Who após sua última aparição no especial de 50 anos da série, "The Day of the Doctor" (2013). Em "The Reality War", quando o Décimo quinto Doutor se regenera em uma personagem retratada por ela no final do episódio. Embora o papel oficial de Piper permaneça desconhecido, com os créditos finais apenas dizendo "Apresentando Billie Piper", algumas fontes presumiram que ela estava assumindo como a Décima sexta Doutora.

## Produção

### Desenvolvimento
Semelhante à temporada anterior, a 15.ª temporada é formada por um especial de Natal seguido por oito episódios regulares, consistindo em seis episódios independentes e um final de duas partes. A sinopse foi oficialmente declarada como sendo sobre uma "jornada épica" para trazer Belinda de volta à Terra, enquanto a equipe TARDIS enfrenta "terrores maiores do que nunca".

### Roteiro
Davies confirmou que estava escrevendo o especial de Natal de 2024 já em dezembro de 2022, e os roteiros da 15.ª temporada em junho de 2023. Em outubro de 2023, cinco dos nove roteiros foram concluídos. Em maio de 2024, o ex-showrunner e roteirista principal Steven Moffat confirmou que havia escrito o especial de Natal de 2024 no lugar de Davies e que se chamava "Joy to the World". Os episódios da temporada em si foram escritos por Davies e quatro outros escritores, revelados em 27 de janeiro de 2025 como Juno Dawson, Inua Ellams, Pete McTighe e Sharma Angel-Walfall.

### Filmagens
Com as filmagens da 14.ª temporada concluídas em julho de 2023, a equipe teve um prazo de quatro semanas antes do início da pré-produção para a 15.ª temporada, em 14 de agosto. Cada bloco de produção recebeu dez semanas de preparação. A primeira leitura dos roteiros foi realizada em 17 de outubro de 2023.
As filmagens principais começaram em 23 de outubro de 2023 no Bad Wolf Studios, com o especial de Natal de 2024 "Joy to the World" atribuído ao primeiro bloco, sendo dirigido por Alex Sanjiv Pillai.  O segundo bloco — contendo o primeiro e o quarto episódios — começou a ser filmado em 14 de novembro de 2023 e foram dirigidos por Peter Hoar. Ele já havia dirigido o episódio da sexta temporada "A Good Man Goes to War" (2011) e trabalhado com Davies em It's a Sin and Nolly. As filmagens do terceiro bloco — contendo o segundo e o terceiro episódios — começaram em janeiro de 2024 e foram dirigidos por Amanda Brotchie. As filmagens no Píer de Penarth marcaram a primeira vez que Sethu foi fotografada no set como a nova acompanhante do Doutor. Makalla McPherson e Ben A. Williams dirigiram outros blocos, com Williams dirigindo o sexto episódio, que ele descreveu como um "episódio muito grande", e Davies o chamando de "épico". O episódio de Williams tem como tema o Festival Eurovisão da Canção. A produção da temporada foi encerrada em 24 de maio de 2024.
Os blocos de produção estão dispostos da seguinte forma:
| Bloco | Episódio(s)                                 | Diretor            | Roteirista(s)                           | Produtor        |
| ----- | ------------------------------------------- | ------------------ | --------------------------------------- | --------------- |
| 1     | Especial de Natal: "Joy to the World"       | Alex Sanjiv Pillai | Steven Moffat                           | Alison Sterling |
| 2     | Episódio 4: "Lucky Day"                     | Peter Hoar         | Pete McTighe                            | Vicki Delow     |
| 2     | Episódio 1: "The Robot Revolution"          | Peter Hoar         | Russell T Davies                        | Vicki Delow     |
| 3     | Episódio 2: "Lux"                           | Amanda Brotchie    | Russell T Davies                        | Chris May       |
| 3     | Episódio 3: "The Well"                      | Amanda Brotchie    | Russell T Davies e Sharma Angel-Walfall | Chris May       |
| 4     | Episódio 5: "The Story & the Engine"        | Makalla McPherson  | Inua Ellams                             | Vicki Delow     |
| 4     | Episódio 6: "The Interstellar Song Contest" | Ben A. Williams    | Juno Dawson                             | Vicki Delow     |
| 5     | Episódio 7: "Wish World"                    | Alex Sanjiv Pillai | Russell T Davies                        | Chris May       |
| 5     | Episódio 8: "The Reality War"               | Alex Sanjiv Pillai | Russell T Davies                        | Chris May       |

## Lançamento

### Transmissão
Em 21 de fevereiro de 2025, um trailer informando que a temporada seria lançada em 12 de abril foi mostrado durante a cobertura da BBC de uma partida de rúgbi do Six Nations Championship Sub 20 entre Inglaterra e Escócia. A temporada foi lançada no Reino Unido no BBC iPlayer e internacionalmente no Disney+. Os episódios foram lançados semanalmente aos sábados às 8h (BST). Os episódios também foram transmitidos na BBC One na noite de seu lançamento.
O sexto episódio da temporada, "The Interstellar Song Contest", estava programado para ser transmitido pela BBC One em 17 de maio, antes da final do Festival Eurovisão da Canção 2025. No entanto, se a final da Copa da Inglaterra de 2024–25, que também estava programada para ser disputada naquela tarde, fosse para a prorrogação, o episódio não seria exibido na BBC One. As duas partes do season finale, "Wish World"/"The Reality War", foram exibidas conjuntamente nos cinemas britânicos em 31 de maio. O lançamento de "The Reality War" em streaming, nos cinemas e internacionalmente se alinhou com sua transmissão simultânea à noite na BBC One. O episódio foi lançado às 19h (BST) no Reino Unido e às 11h (PT) nos Estados Unidos.
Devido aos termos de um acordo entre a BBC Worldwide e a SMG Pictures na China em maio de 2017, a empresa tem o direito de preferência na compra para o mercado chinês de futuras temporadas do programa até a 15.ª temporada.

### Pós-show
A temporada é acompanhada por Doctor Who: Unleashed, um programa complementar de bastidores. Adotando um formato semelhante ao antigo Doctor Who Confidential, Unleashed segue cada novo episódio com um programa de 30 minutos na BBC Three, apresentado por Steffan Powell.

## Mídias domésticas

### Home video
| Temporada | História n.º | Nome do episódio                                          | Número e duração dos episódios | Data de lançamento na R2    | Data de lançamento na R4 | Data de lançamento na R1 |
| --------- | ------------ | --------------------------------------------------------- | ------------------------------ | --------------------------- | ------------------------ | ------------------------ |
| 15        | 312          | Doctor Who: "Joy to the World"                            | 1 × 55 min.                    | 27 de janeiro de 2025 (D,B) | —                        | —                        |
| 15        | 312–319      | Doctor Who: Segunda Temporada (inclui "Joy to the World") | 1 × 55 min. 8 × 45 min.        | 18 de agosto de 2025 (D,B)  | —                        | —                        |

### Romantizações
| Temporada | História n.º | Título do romance    | Autor           | Lançamento em brochura | Lançamento em audiolivro |
| --------- | ------------ | -------------------- | --------------- | ---------------------- | ------------------------ |
| 15        | 313          | The Robot Revolution | Una McCormack   | 10 de julho de 2025    | 10 de julho de 2025      |
| 15        | 314          | Lux                  | James Goss      | 10 de julho de 2025    | 10 de julho de 2025      |
| 15        | 315          | The Well             | Gareth L Powell | 10 de julho de 2025    | 10 de julho de 2025      |

### Trilha sonora
Em junho de 2025, o compositor Murray Gold comentou sobre o lançamento da trilha sonora relacionada e afirmou que provavelmente haveria "um grande lançamento de músicas" reunindo as trilhas da 10.ª temporada, dos especiais de 2023, da 14.ª e 15.ª temporadas.

## Recepção

### Resposta crítica
No site agregador de críticas Rotten Tomatoes, 98% das 54 resenhas dos críticos são positivas, com uma classificação média de 7,0/10. O consenso do site diz: "O astuto Senhor do Tempo de Ncuti Gatwa ganha uma excelente contraparte em Varada Sethu, ajudando a conduzir esta nova leva de aventuras de Doctor Who por um caminho estrelado." O Metacritic, que usa uma média ponderada, atribuiu a temporada uma pontuação de 66 em 100, baseado em 13 críticos, indicando críticas "geralmente favoráveis".

### Audiência
| N.º | Título                          | Data de transmissão    | Visualizações noturnas | Visualizações noturnas | Visualizações consolidadas | Visualizações consolidadas | Total de espectadores (milhões) | AI | Refs                |
| N.º | Título                          | Data de transmissão    | Espectadores (milhões) | Posição                | Espectadores (milhões)     | Posição                    | Total de espectadores (milhões) | AI | Refs                |
| --- | ------------------------------- | ---------------------- | ---------------------- | ---------------------- | -------------------------- | -------------------------- | ------------------------------- | -- | ------------------- |
| –   | "Joy to the World"              | 25 de dezembro de 2024 | 4,11                   | 6.º                    | 1,8                        | 6.º                        | 5,91                            | 76 | [ 91 ] [ 4 ] [ 5 ]  |
| 1   | "The Robot Revolution"          | 12 de abril de 2025    | 2,00                   | 4.º                    | 1,57                       | 21.º                       | 3,57                            | —  | [ 92 ] [ 4 ]        |
| 2   | "Lux"                           | 19 de abril de 2025    | 1,58                   | 8.º                    | 1,42                       | 25.º                       | 3,00                            | —  | [ 93 ] [ 94 ] [ 4 ] |
| 3   | "The Well"                      | 26 de abril de 2025    | 1,86                   | 4.º                    | 1,37                       | 23.º                       | 3,23                            | —  | [ 95 ] [ 4 ]        |
| 4   | "Lucky Day"                     | 3 de maio de 2025      | 1,50                   | 5.º                    | 1,3                        | 29.º                       | 2,80                            | —  | [ 96 ] [ 97 ] [ 4 ] |
| 5   | "The Story & the Engine"        | 10 de maio de 2025     | 1,59                   | 4.º                    | 1,11                       | 35.º                       | 2,70                            | —  | [ 98 ] [ 4 ]        |
| 6   | "The Interstellar Song Contest" | 17 de maio de 2025     | 2,57                   | 3.º                    | 1,18                       | 9.º                        | 3,75                            | —  | [ 99 ] [ 4 ]        |
| 7   | "Wish World"                    | 24 de maio de 2025     | 1,80                   | 5.º                    | 1,06                       | 30.º                       | 2,86                            | —  | [ 100 ] [ 4 ]       |
| 8   | "The Reality War"               | 31 de maio de 2025     | 2,17                   | 9.º                    | 1,27                       | 18.º                       | 3,44                            | —  | [ 101 ] [ 4 ]       |